# 첼로 (드라마)
《첼로》는 1999년 10월 11일부터 이듬해 2월 26일까지 방영되었던 SBS 아침드라마였였다.

## 트리비아
작가 홍승연은 1996년 《행복의 시작》 후 3년만 집필활동을 재개했으나 본 작품을 끝으로 드라마 집필활동을 끝냈으며 2021년 3월 14일 고인이 되었다.

## 등장 인물
- 유준상(박기태)
- 이응경(정명희)
- 양정아(윤수경)
- 정찬(이진우)
- 주현
- 이신재
- 김형자
- 홍영자
- 정성모
- 최란
- 조양자
- 안연홍(박기숙)
- 이영재(이전무)
- 강인덕
- 이세창
- 송선미
- 설수진
- 김주혁
- 김미희
- 황정미
- 방경림
- 안영주
- 명로진
- 김을동
- 서유정(안수주)
- 안대용
- 안경용
- 육동일
- 신충식
- 김영철
- 고미영
- 공형진
- 김희정